# Eurocard (printplaat)

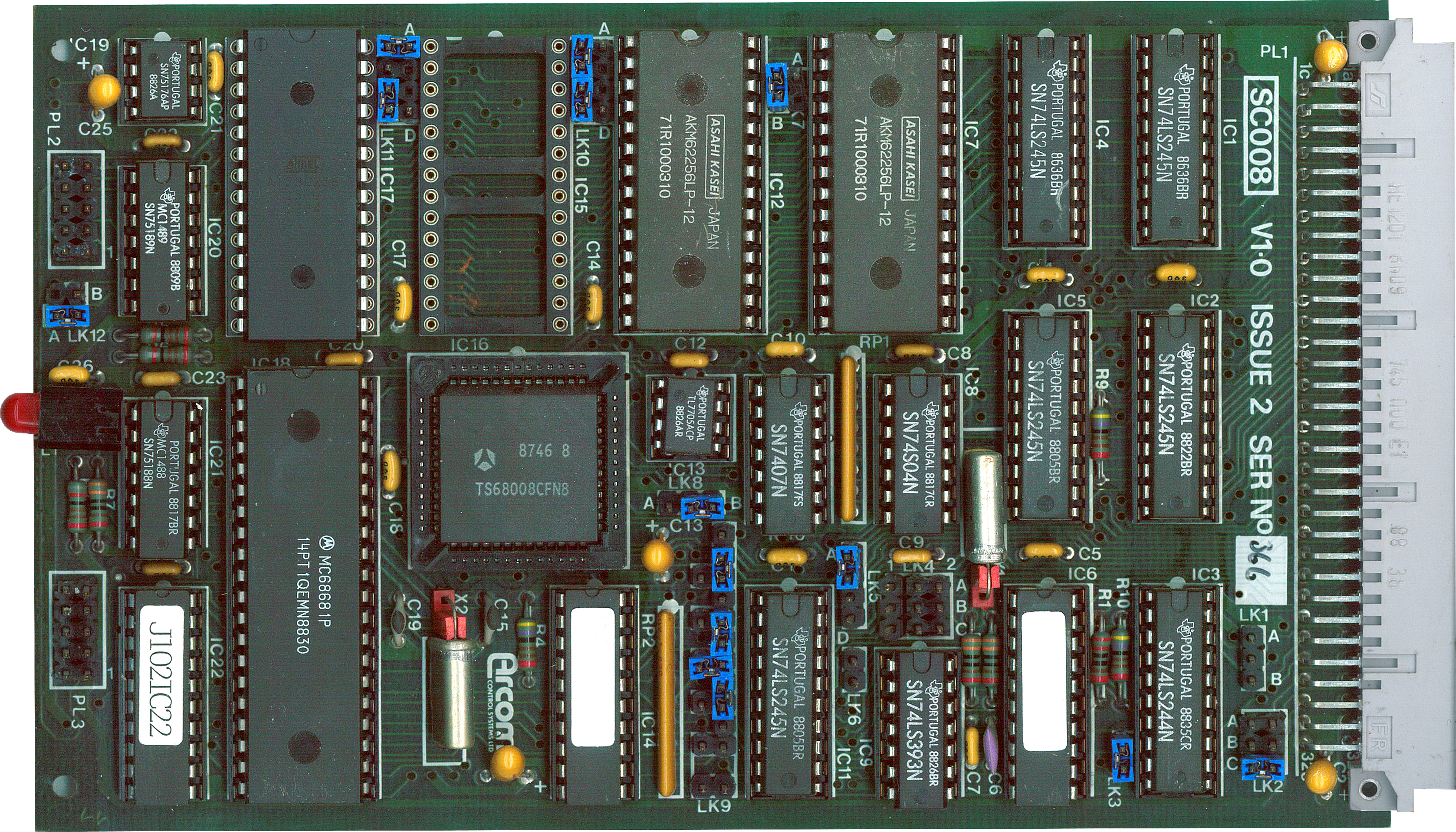
STEbus 68008 processor op een Eurocard van 100x160mm

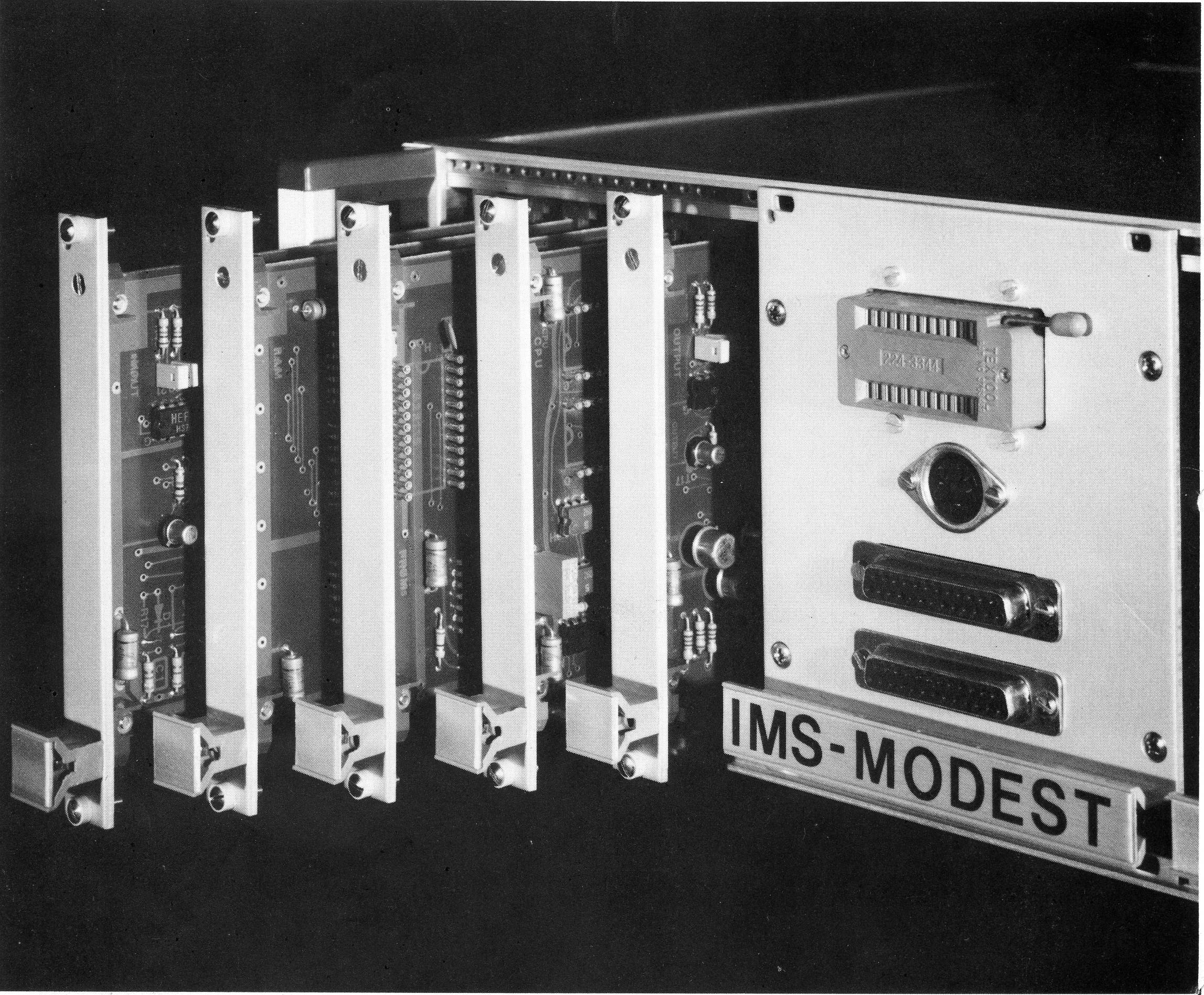
Philips IMS 2650 Eurocard computersysteem

Eurocard is een IEEE-standaardformaat voor printplaten die in een standaardchassis kunnen worden gestoken dat op zijn beurt in een 19 inchrek kan gemonteerd worden. Het chassis bestaat uit een reeks kaartgeleiders met sleuven aan de boven- en onderkant, waarin de kaarten worden geschoven zodat ze rechtop staan, zoals boeken op een plank. Aan de achterkant van elke kaart bevinden zich een of meer connectoren die worden aangesloten op passende connectoren op een backplane die de achterkant van het chassis afsluit.

## Afmetingen
Aangezien de kaarten verticaal gemonteerd worden, zijn de gebruikelijke betekenissen van hoogte en breedte omgewisseld: een kaart kan 233,35 mm "hoog" zijn, maar slechts 20 mm "breed". De hoogte wordt gemeten in rekeenheden, "U", waarbij 1 U 44,45 mm (1,75 inch) is. Deze afmeting verwijst naar het subrek waarin de kaart moet worden gemonteerd, niet naar de kaart zelf.
Een standaard kaart is 100 mm hoog. Grotere kaarten voegen daar telkens 133,35 mm aan toe, zodat een kaart met dubbele hoogte 233,35 mm en een driedubbele kaart 366,7 mm hoog is.
De hoogte van de behuizing is een veelvoud van 3U, waarbij de kaarten altijd 33,35 mm (1,313 inch) korter zijn dan de behuizing. Twee veel voorkomende hoogten zijn 3U (een kaart van 100 mm in een subrack van 133,35 mm (5,25 inch)) en 6U (een kaart van 233,35 mm in een subrack van 266,70 mm (10,5 inch) hoog). Omdat twee 3U-kaarten korter zijn dan een 6U-kaart, is het mogelijk om twee 3U-kaarten in één sleuf van een 6U-subrack te installeren, met in het midden een versteviging voor een betere ondersteuning.
Kaartbreedtes worden gespecificeerd in "horizontal pitch"-eenheden (HP), waarbij 1 HP 5,08 mm (0,20 inch) is.
Kaartdieptes beginnen bij 100 mm (3,937 inch) en nemen toe in stappen van 60 mm (2,362 inch). De meest voorkomende is 160 mm (6,299 inch), maar standaard hardware is beschikbaar voor diepten van 100 mm (3,937 inch), 160 mm (6,299 inch), 220 mm (8,661 inch), 280 mm (11,024 inch), 340 mm (13,386 inch) en 400 mm (15,748 inch).

## Architectuur en standaarden
De mechanische architectuur van Eurocard werd oorspronkelijk gedefinieerd onder IEC-60297-3. Tegenwoordig zijn de meest algemeen erkende standaarden voor deze mechanische structuur IEEE 1101.1, IEEE 1101.10 en IEEE 1101.11. IEEE 1101.10 dekt de aanvullende mechanische en elektromagnetische interferentieeigenschappen die vereist zijn voor VITA 1.1-1997 (R2002), de VME64 Extensions-standaard, evenals PICMG 2.0 (R3.0), de CompactPCI-specificatie.
De Eurocard is een mechanisch systeem en definieert niet de specifieke te gebruiken connector of de signalen die worden toegewezen aan connectorcontacten.
De connectorsystemen die gewoonlijk worden gebruikt met Eurocard-architecturen omvatten de originele DIN 41612-connector die ook is gestandaardiseerd als IEC 60603.2. Dit is de connector die wordt gebruikt voor de VMEbus-standaard, die IEEE 1014 was. De connector die bekend staat als de 5-rij DIN en gebruikt wordt voor de VME64 Extensions-standaard, is IEC 61076-4-113.
Een andere populaire computerarchitectuur die gebruikmaakt van de 6U-160 Eurocard is CompactPCI en CompactPCI Express. Deze worden gedefinieerd door respectievelijk PICMG 2.0R3 en PICMG Exp0 R1. Andere computerarchitecturen die gebruikmaken van het Eurocard-systeem zijn VME eXtensions for Instrumentation (VXI), PCI eXtensions for Instrumentation (PXI) en PXI Express.
Een computerarchitectuur die het 6U-220 Eurocard-formaat gebruikte, was Multibus II, IEEE 1296.
Omdat het Eurocard-systeem voor zoveel modulaire kaartformaten zorgde en omdat connectorfabrikanten nieuwe connectoren zijn blijven maken die compatibel zijn met dit systeem, is het een populaire mechanische standaard die ook wordt gebruikt voor talloze "eenmalige" toepassingen.
Geleidingsgekoelde Eurocards worden gebruikt in militaire en ruimtevaarttoepassingen. Ze worden gedefinieerd door de IEEE 1101.2-1992 (2001) standaard.
De Eurocard-standaard is ook de basis van het "Eurorack" -formaat voor modulaire synthesizers, gepopulariseerd door Doepfer en andere fabrikanten.